# Engelbert Kraus
Engelbert Kraus (30 de julho de 1934 - 14 de maio de 2016) foi um futebolista alemão que atuava como atacante.

## Carreira
Engelbert Kraus fez parte do elenco da Seleção Alemã na Copa do Mundo de 1962. 